# Loxia leucoptera

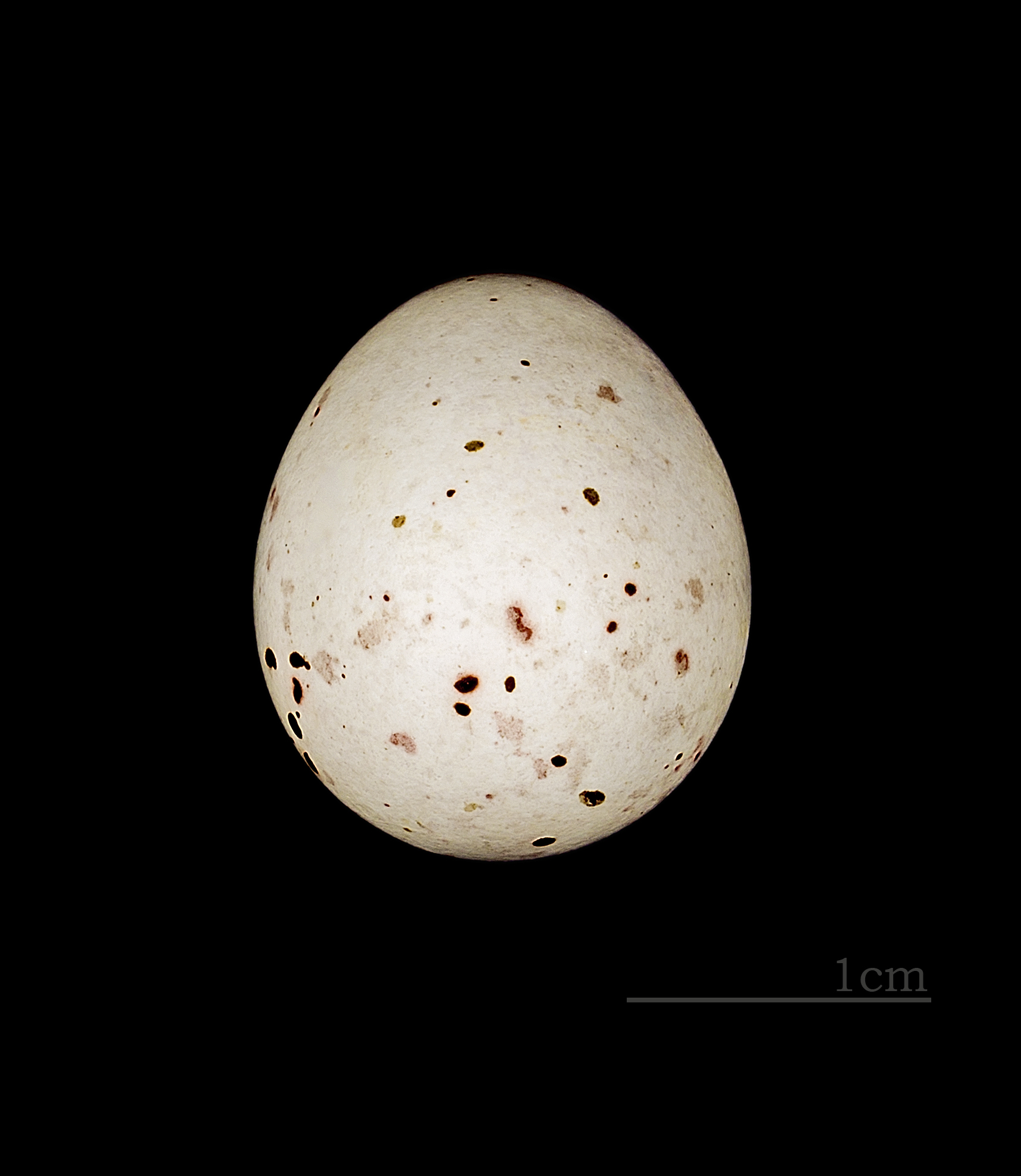
Loxia leucoptera

Loxia leucoptera là một loài chim trong họ Fringillidae.
Loài chim này sinh sống ở rừng thông Alaska, Canada, cực bắc Hoa Kỳ, qua châu Á đến đông Bắc Âu.